# Gulbrunt strålskinn
Gulbrunt strålskinn (Rhizochaete radicata) är en svampart som först beskrevs av Henn., och fick sitt nu gällande namn av Gresl., Nakasone & Rajchenb. 2004. Gulbrunt strålskinn ingår i släktet Rhizochaete och familjen Phanerochaetaceae. Arten är reproducerande i Sverige. Inga underarter finns listade i Catalogue of Life.